# Mustelus stevensi
Mustelus stevensi är en hajart som beskrevs av White och Last 2008. Mustelus stevensi ingår i släktet Mustelus och familjen hundhajar. IUCN kategoriserar arten globalt som livskraftig. Inga underarter finns listade i Catalogue of Life.